# Enele Sopoaga
Enele Sosene Sopoaga (10 de febrero de 1956) es un político y diplomático de Tuvalu y su primer ministro desde 2013 hasta 2019.
Sopoaga fue elegido al Parlamento en las elecciones generales de 2010. Se desempeñó como primer ministro y ministro de Relaciones Exteriores, Medio Ambiente y Trabajo en el gobierno de corta vida del primer ministro Maatia Toafa de septiembre a diciembre de 2010. Tras un intento fallido de la jefatura del gobierno en diciembre de 2010 (con el apoyo de Toafa), se convirtió en líder de la oposición al gobierno del primer ministro Willy Telavi. Fue designado primer ministro interino el 1 de agosto de 2013 tras la destitución de Telavi por el Gobernador General, en el contexto de una crisis política. Un día después, el 2 de agosto de 2013, la oposición votó a cabo con éxito el gobierno de Telavi en un voto de no confianza. Después de esto, una votación estaba echada para elegir al nuevo primer ministro de Tuvalu y Sopoaga ganó con 8 votos a 4. Fue juramentado el 5 de agosto de 2013, y creado su ministerio, el mismo día.